# Schrems bei Frohnleiten
Schrems bei Frohnleiten ist eine ehemalige Gemeinde mit zuletzt 586 Einwohnern (Stand: 31. Dezember 2014) im Norden des Bezirks Graz-Umgebung in der Steiermark.
Am 1. Jänner 2015 wurde sie im Rahmen der steiermärkischen Gemeindestrukturreform mit den Gemeinden Frohnleiten und Röthelstein zur neuen Gemeinde Frohnleiten zusammengeschlossen.

## Geografie

### Geografische Lage
Schrems bei Frohnleiten liegt etwa drei Kilometer östlich von Frohnleiten im Grazer Bergland in der Oststeiermark. Der Schremsgraben wird südseitig vom Hochtrötsch überragt. Die höchste Erhebung im ehemaligen Gemeindegebiet ist der Gschieskogel (1142 m). Das Gebiet liegt am Fuße des Rechberg-Passes.

### Gliederung
Das ehemalige Gemeindegebiet umfasste zwei Ortschaften bzw. gleichnamigen Katastralgemeinden (Bevölkerung Stand 1. Jänner 2024; Fläche Stand 31. Dezember 2023):
- Gschwendt (266 Ew., 889,09 ha)
- Schrems (301 Ew., 1.036,12 ha)

### Ehemalige Nachbargemeinden
| Röthelstein | Pernegg an der Mur                          | Tyrnau   |
| Frohnleiten | Kompassrose, die auf Nachbargemeinden zeigt | Tulwitz  |
| Frohnleiten | Semriach                                    | Semriach |

## Geschichte
Zirka um 1300 wurde Schrems erstmals mit dem Namen „Schrentz“ erwähnt. Um 1381 gab es die erste urkundliche Erwähnung mit dem Ortsnamen „Schremcz“. Ab 1393 wurde dann bereits für kurze Zeit Schrems geschrieben.
Die Ortsgemeinde als autonome Körperschaft entstand 1850. Nach der Annexion Österreichs 1938 kam die Gemeinde zum Reichsgau Steiermark, 1945 bis 1955 war sie Teil der britischen Besatzungszone in Österreich. Am 1. Jänner 2015 wurde Schrems bei Frohnleiten mit den Gemeinden Frohnleiten und Röthelstein zur Gemeinde Frohnleiten zusammengelegt.

## Bevölkerungsentwicklung

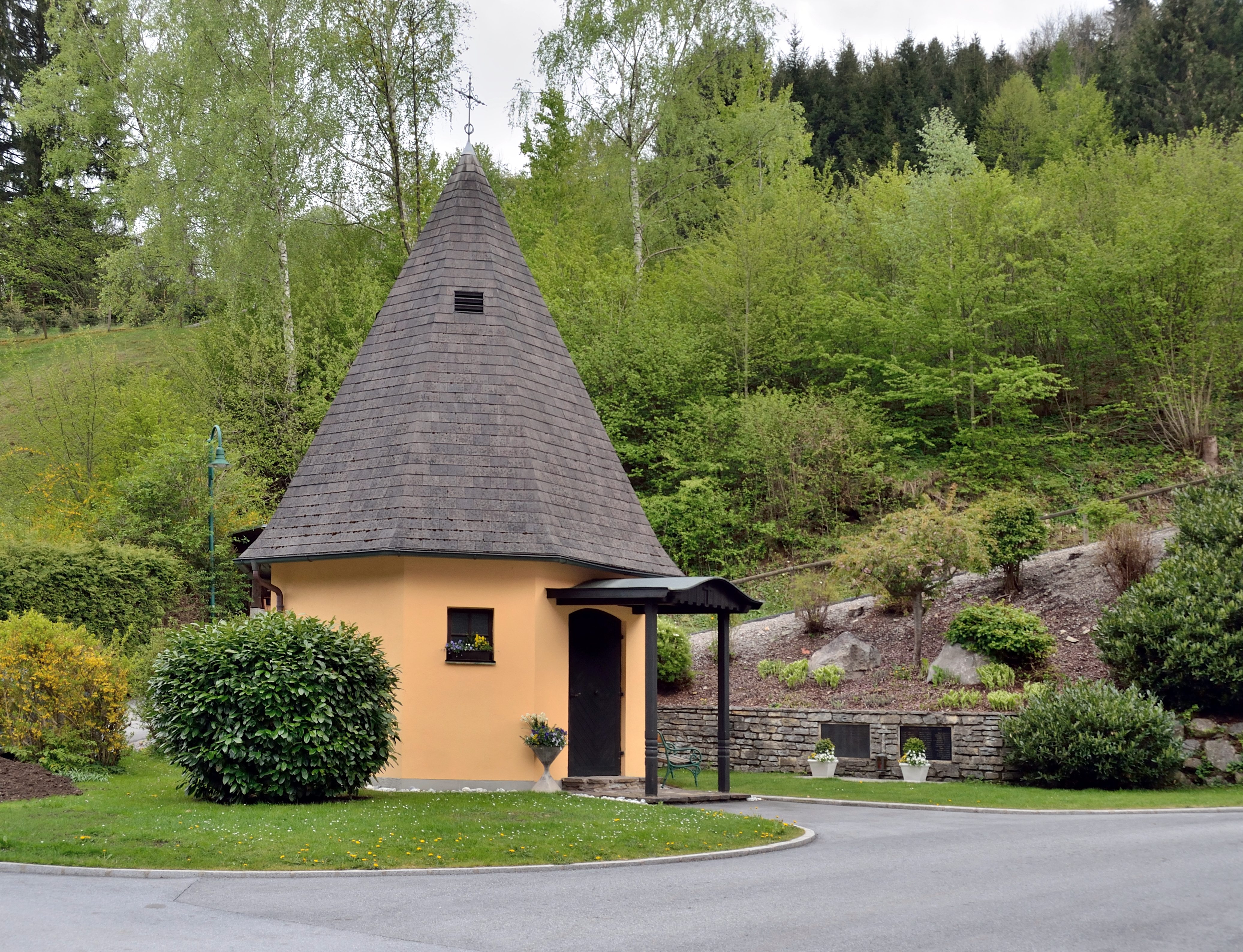
Barbara-Kapelle in Schrems

## Wirtschaft und Infrastruktur

### Verkehr
Schrems liegt direkt an der Rechberg Straße B 64 von Frohnleiten nach Weiz. In Frohnleiten endet die Straße direkt an der Brucker Schnellstraße S 35 von Graz nach Bruck an der Mur. Im Jahr 1983 ereignete sich im Gemeindegebiet ein schweres Busunglück mit 15 Toten und über 30 Verletzten.
In Schrems befindet sich kein Bahnhof. Der nächstgelegene Bahnhof ist circa vier Kilometer entfernt in Frohnleiten. Er bietet Zugang zur Südbahn mit stündlichen Regionalzug-Verbindungen nach Graz und Bruck an der Mur.
Der Flughafen Graz ist rund 45 km entfernt.

## Politik
Der letzte Bürgermeister der Gemeinde war Peter Schlegl (SPÖ). Der Gemeinderat setzte sich nach den Wahlen von 2010 wie folgt zusammen:
- 2 ÖVP
- 7 SPÖ

### Wappen
Die Verleihung des Gemeindewappens erfolgte mit Wirkung vom 1. November 1997.

Die Blasonierung (Wappenbeschreibung) lautet:
„Durch Schnitte von Tannenreisig und Rotbuchenzweigen von Blau, Silber und Rot geteilt, im Mittelfeld schräg gekreuzt ein Gezähe alter Form in Schwarz.“